# Deng Yu-cheng
Deng Yu-cheng (Taipé, 25 de abril de 1999) é um arqueiro profissional taiwanês, medalhista olímpico.

## Carreira
Yu-cheng participou da prova de tiro com arco em equipes masculina nos Jogos Olímpicos de Verão de 2020 em Tóquio ao lado de Wei Chun-heng e Tang Chih-chun, conquistando a medalha de prata como representante do Taipé Chinês.